# Moḩammad Taqī Beyg
Moḩammad Taqī Beyg är en ort i Iran.   Den ligger i provinsen Khorasan, i den nordöstra delen av landet, 700 km öster om huvudstaden Teheran. Moḩammad Taqī Beyg ligger 990 meter över havet och antalet invånare är 608.
Terrängen runt Moḩammad Taqī Beyg är lite bergig. Runt Moḩammad Taqī Beyg är det ganska glesbefolkat, med 28 invånare per kvadratkilometer. Närmaste större samhälle är Bājgīrān, 19,5 km väster om Moḩammad Taqī Beyg. Trakten runt Moḩammad Taqī Beyg består i huvudsak av gräsmarker.